# Cimetière de Saint-Rémi-de-Napierville
Le cimetière de Saint-Rémi-de-Napierville est un petit cimetière catholique à Saint-Rémi-de-Napierville, Québec. Il est situé du côté sud de la rue Saint-André et à l'est de la rue Saint-Paul (232 rue Saint-André).
C'est la dernière demeure du 15e premier ministre canadien Pierre Elliott Trudeau (1919-2000) – dans le mausolée familial, visible depuis la rue Saint-André. Dans la nuit du 24 au 25 avril 2008, celui-ci a été vandalisé en y inscrivant « FLQ » et « traître » à la bombe de peinture,.